# ワンダー×ワンダー
『ワンダー×ワンダー』は、NHK総合テレビジョンで不定期の土曜日に放送されていたドキュメンタリー番組。

## 概要
NHKは2009年、“Nスペが細胞分裂”をキャッチフレーズに、『NHKスペシャル』の定時放送を日曜夜の週1回とした上で、演出スタイルの異なる派生番組を土曜の夜に2番組編成することにした。当番組もそのうちのひとつとして誕生、4月18日に放送を開始した。
この番組は『Nスペ』で扱っていたもののうち、自然、文化、芸術、紀行などの企画を取り扱う。但し、演出としてはスタジオで映像を見ながらタレント等がトークを繰り広げる娯楽色の強いタイプとなっており、よりドキュメンタリー色を強く押し出したタイプのものについては、引き続き『Nスペ』での放送となる。また当初2年間は、この番組では枠の都合で大きく削った内容を加えたものを、90分のドキュメンタリー番組『ハイビジョン特集』若しくは『プレミアム8』としてBS hiで放送していたほか、2009年度は金曜23時45分から翌日の放送の内容を一部紹介する『ワンセグ×ワンダー』をNHKワンセグ2で放送した。
2009年10月、もう一つの派生番組『追跡!AtoZ』と放送時間を入れ換え、土曜20時台に移動。以後約1年半にわたってこの枠での放送を続けたが、テレビジョン放送の完全デジタル化に伴う抜本見直しでBS hiが消滅することから、レギュラーとしての放送は2011年2月19日までとなり、以後は土曜特集枠（第1部）における企画に扱いが縮小された。そして2011年12月24日の放送を以て、一旦終了することになった。
2009年7月25日は当初大雪山を扱った企画を放送予定だったが、その8日前にトムラウシ山等で遭難事故が起こったことを受け延期、翌週8月1日に放送予定だった回を繰り上げ放送した。

## 放送時間
レギュラー時代はいずれも最後の1分は次回以降の予告枠で、予告するものが無いときは他の番組の告知に差し替えられた。
2009年度
- 本放送／総合テレビ　土曜 22:00 - 22:48
- 再放送／総合テレビ　木曜 0:45 - 1:34（水曜深夜）

2010年度
- 本放送／総合テレビ　土曜 20:00 - 20:44
- 再放送／総合テレビ　火曜 1:15 - 2:00（月曜深夜）

2011年度
総合テレビ土曜特集前半枠（19:30-20:45）で不定期に季節ごとに放送していた。

## 出演
MC
- 山口智充
- 神田愛花（NHKアナウンサー:当時）

ゲスト
毎回数人登場。専門家1名とタレント・俳優ら2・3名で構成されるのが基本形。
ナレーション
- 大場真人
- 金子奈緒（スペシャル「ほぼ完全公開!紅白の舞台裏」）
- 田中真弓（2011年夏のスペシャル版から登場のキャラクター・ワンダー犬のワン太（ワンダと読む）の声を担当。）

ボイス
熊木杏里
番組中の「ワンダー×ワンダー」及び「クエスチョン×クエスチョン！」の声を担当。

## 放送履歴

### レギュラー時代
| 放送日         | テーマ                                                       | 備考                                       | ゲスト                                                        |
| -------------- | ------------------------------------------------------------ | ------------------------------------------ | ------------------------------------------------------------- |
| 2009年4月18日  | 探検!驚異の結晶洞窟                                          | メキシコ・ナイカ鉱山のクリスタルの洞窟     | 糸井重里、相田翔子、山本耕史、パオロ・フォルティ              |
| 2009年4月25日  | 春節大移動・中国 世界最大の里帰り                            |                                            | 陣内孝則、YOU、関口知宏、莫邦富                               |
| 2009年5月2日   | 阿修羅 天平の謎を追う                                        | 興福寺・阿修羅像（国宝）                   | いとうせいこう、はな、関根麻里、山崎隆之                      |
| 2009年5月9日   | 白い魔境 冬富士                                              | 富士山                                     | 片山右京、工藤夕貴、パックン、大山行男                        |
| 2009年5月16日  | 浮世絵 よみがえる幻の色                                      | 歌川国芳                                   | 荒俣宏、中尾彬、関根麻里、立原位貫                            |
| 2009年5月23日  | 伝説の魔球に挑む                                             | カーブ、ナックルボール、消える魔球         | 大野豊、やくみつる、島崎和歌子、姫野龍太郎                    |
| 2009年5月30日  | 世界遺産 密着!世紀の大修復                                   | 西本願寺・御影堂                           | 安藤忠雄、つんく♂、菊川怜、菅澤茂                             |
| 2009年6月6日   | 体感!興奮!こんぴら歌舞伎                                     | 十八代目 中村勘三郎                        | 中村勘三郎、加藤茶、いとうせいこう、大竹しのぶ                |
| 2009年6月13日  | アンデス 天空の鏡                                            | ウユニ塩原                                 | 中山エミリ、金子貴俊、夢枕獏、北野大                          |
| 2009年6月27日  | 驚異の絶景スペシャル                                         | 結晶洞窟、冬富士、ウユニ塩原               |                                                               |
| 2009年7月11日  | 発見!白い奇跡の鍾乳洞                                        | 岩手県岩泉町                               | 山口もえ、石井竜也、石丸謙二郎                                |
| 2009年7月18日  | シャル・ウィ・“ラスト”ダンス?                                | 草刈民代、周防正行                         | 草刈民代、美輪明宏、津川雅彦                                  |
| 2009年7月25日  | 命の魔法 大自然のモノマネ名人                                |                                            | 鴻上尚史、渡辺満里奈、永井大、上田恵介                        |
| 2009年8月1日   | 日本の美スペシャル                                           | 阿修羅、浮世絵、こんぴら歌舞伎             |                                                               |
| 2009年8月29日  | 大雪山 天空の花園                                            |                                            | 三浦雄一郎、篠原勝之、杏、佐藤文彦                            |
| 2009年9月5日   | 北の海 驚異のホッケ柱                                        |                                            | 坂田明、さかなクン、岩崎恭子                                  |
| 2009年9月19日  | 渋滞狂想曲（ラプソディ）                                     | 東北自動車道                               | 松尾貴史、大友康平、室井佑月、西成活裕                        |
| 2009年9月26日  | 上海 摩天楼の空中職人                                        | 高層ビルの窓ふき職人                       | 森永卓郎、松居直美、半田健人、太田友丈                        |
| 2009年10月17日 | 絶叫マシンの快感                                             |                                            | やくみつる、つんく♂、松嶋尚美、嶋津秀昭                       |
| 2009年10月24日 | ここまで来た!月面基地計画                                    |                                            | 矢口真里、渡辺えり、山本太郎、寺薗淳也                        |
| 2009年10月31日 | 激走モンブラン!                                              | ウルトラトレイル・デュ・モンブラン         | 石原良純、荻原次晴、大沢あかね、鏑木毅                        |
| 2009年11月14日 | 不思議と癒やしの里山アート                                   | 新潟県・大地の芸術祭                       | 嵐山光三郎、日比野克彦、篠原ともえ                            |
| 2009年11月21日 | 出動 空飛ぶ消防士 〜シベリア大火災に挑む〜                   | ロシア航空森林消防隊                       | 渡辺満里奈、細川茂樹、ニコライ・ベデルニコフ、福田正己        |
| 2009年11月28日 | 巨大回転雲 天空のサーフィン                                  | モーニング・グローリー                     | 石原良純、松嶋尚美、藤岡弘、                                  |
| 2009年12月5日  | 海を越えた 男装の女王                                        | ハトシェプスト                             | 吉村作治、勝間和代、矢口真里                                  |
| 2009年12月12日 | 贋作犯の告白                                                 |                                            | 中島誠之助、山田五郎、辺見えみり                              |
| 2010年1月2日   | 生放送スペシャル ほぼ完全公開!紅白の舞台裏                   |                                            | 谷村新司、林家正蔵、森永卓郎、矢口真里、久保純子              |
| 2010年1月9日   | アンコールスペシャル! アンデス 天空の鏡                      | ウユニ塩原                                 | 2009年6月13日放送分と同じ                                     |
| 2010年1月16日  | 美瑛 丘の物語                                                |                                            | 地井武男、ガッツ石松、渡辺満里奈                              |
| 2010年1月23日  | ソーラーカー 大陸縦断レース                                  | ワールド・ソーラー・チャレンジ             | 森永卓郎、荻原次晴、辺見えみり、篠塚建次郎、木村英樹 (工学者) |
| 2010年1月30日  | 驚異のダイビング                                             | フリーダイビング、篠宮龍三                 | ピーター、渡辺満里奈、荻原次晴、篠宮龍三                      |
| 2010年2月6日   | 世界記憶力選手権                                             |                                            | 高橋英樹、糸井重里、松嶋尚美、ベン・プリッドモア              |
| 2010年3月13日  | めざせ!駅弁日本一                                            | 元祖有名駅弁と全国うまいもの大会           | 石原良純、中尾彬、金子貴俊                                    |
| 2010年3月20日  | シリーズ グレートサミッツ ヨーロッパ アルプス                | モンブラン、マッターホルン                 | 勝村政信、安田美沙子、田部井淳子                              |
| 2010年3月27日  | シリーズ グレートサミッツ 南米の奇峰                         | ギアナ高地、エンジェルフォール、ワスカラン | 髙田延彦、渡辺満里奈、田部井淳子                              |
| 2010年4月3日   | 春スペシャル                                                 |                                            | 宝田明、金子貴俊、久保純子、ジョン・マイヤット、佐藤佳幸      |
| 2010年4月10日  | 大氷壁に挑む                                                 | 谷川岳、廣川健太郎                         | ルー大柴、山本太郎、田部井淳子、廣川健太郎                    |
| 2010年5月1日   | 極北1600km 犬ぞりレース                                      | ユーコン・クエスト                         | 藤田弓子、山本太郎、森下千里、舟津圭三                        |
| 2010年5月8日   | マヤ文明 謎の水中洞窟                                        | セノーテ                                   | 石丸謙二郎、石井竜也、松嶋尚美                                |
| 2010年5月22日  | 水七変化!奇跡の絶景                                          | 樹氷、肱川あらし、間欠泉                   | 片岡鶴太郎、ダニエル・カール、はしのえみ、湯本博文            |
| 2010年5月29日  | 京都!天下無双の別荘群                                        | 南禅寺界隈の別荘群                         | 中尾彬、山本容子、金子貴俊、熊倉功夫                          |
| 2010年6月19日  | めざせ!駅弁日本一【旅情編】                                  | 元祖有名駅弁と全国うまいもの大会           | 2010年3月13日放送分と同じ                                     |
| 2010年6月26日  | ナイジェリア 世紀の魚捕り大会                                | ンウォンヨ湖                               | 山本寛斎、ボビー・オロゴン、中鉢明子                          |
| 2010年7月3日   | アルプス 世界最大の村芝居                                    | ドイツ・オーバーアマガウの受難劇           | 山田五郎、森久美子、秋川雅史                                  |
| 2010年7月17日  | 香りと味の名探偵                                             | 世界最優秀ソムリエコンクール               | 中尾彬、矢口真里、田崎真也                                    |
| 2010年7月24日  | ワンダー×ワンダースペシャル「ほぼ完全公開!東京スカイツリー」 |                                            | なぎら健壱、日比野克彦、辺見えみり、観月ありさ                |
| 2010年7月31日  | ポロロッカ アマゾンの大激流                                  | サーフィン、田中樹                         | 石丸謙二郎、山本太郎、森下千里、田中樹                        |
| 2010年9月4日   | 巨大竜巻を追え!                                              |                                            | 北野大、石原良純、松嶋尚美                                    |
| 2010年9月11日  | ワシとタカ 美しきハンター                                    | ハチクマ、ハヤブサ、ミサゴ、オオタカ       | やくみつる、山本太郎、矢口真里、樋口広芳                      |
| 2010年9月18日  | マジカルミステリー 工場ツアー                                |                                            | なぎら健壱、松尾貴史、相田翔子                                |
| 2010年9月25日  | イギリス庭物語                                               |                                            | 森公美子、山田五郎、金子貴俊                                  |
| 2010年10月2日  | 空飛ぶ人間                                                   |                                            | 高橋英樹、辺見えみり、荻原次晴、柳澤源内                      |
| 2010年10月9日  | 銀閣 幻の“月の御殿”                                          |                                            | 瀬戸内寂聴、中尾彬、渡辺満里奈                                |
| 2010年11月6日  | 体感!岸和田だんじり祭                                        |                                            | 梅宮辰夫、高田延彦、山口もえ                                  |
| 2010年11月13日 | アリューシャンマジック                                       |                                            | 高橋克実、荒俣宏、矢口真里、森恭一                            |
| 2010年11月20日 | めざせ!日本一 B級ご当地グルメ                                | B-1グランプリ                              | 中尾彬、渡辺満里奈、金子貴俊                                  |
| 2010年12月18日 | ブラジル 南米最大の里帰り                                    |                                            | 徳光和夫、セルジオ越後、中鉢明子                              |
| 2011年1月8日   | 完全密着!ロケット打ち上げの舞台裏                            | H2Aロケット                                | 毛利衛、高橋英樹、辺見えみり                                  |
| 2011年1月15日  | 男と女 情熱のタンゴ                                          | アルゼンチンタンゴ世界選手権               | ピーター、宮本亜門、松嶋尚美                                  |
| 2011年1月22日  | 北京パリ 大陸横断レース                                      |                                            | 中尾彬、渡辺満里奈、関口知宏                                  |
| 2011年1月29日  | 謎の宝石 ホープダイヤモンド                                  |                                            | デヴィ・スカルノ、石井竜也、矢口真里、松原聰                  |
| 2011年2月5日   | 見えない雷 2万分の1秒の世界                                  |                                            | 小林幸子、やくみつる、石原良純                                |
| 2011年2月12日  | 世界記憶力選手権 in チャイナ                                 |                                            | アグネス・チャン、金子貴俊、茂木健一郎                        |
| 2011年2月19日  | アルプス 熱気球オヤジ                                        | 国際熱気球フェスティバル                   | 徳光和夫、辺見えみり、つんく♂                                 |

### スペシャル化以降
| 放送日         | テーマ                                    | 備考                                                                    | ゲスト |
| -------------- | ----------------------------------------- | ----------------------------------------------------------------------- | --- |
| 2011年8月20日  | 夏の絶景&冒険スペシャル 富士山×パタゴニア | 第1部:「富士山 絶景誕生の秘密」 第2部:「パタゴニア 世界の果ての大冒険」 | 第1部： 加山雄三、石丸謙二郎、金子貴俊、押切もえ、パックン 第2部：中尾彬、間寛平、渡辺満里奈、里田まい、チーム・イーストウィンド |
| 2011年9月24日  | 登れ! 飛べ! 縦断アルプス 天空の大冒険     | 2週間かけてアルプスを縦断する アドベンチャーレースに密着                | 高畑淳子、寺門ジモン、荻原次晴、坂下千里子、扇澤郁、松原正幸                                                                     |
| 2011年11月3日  | マヤ文明 暦の謎を解け                     |                                                                         | 石井竜也、松尾貴史、渡辺満里奈、原沙知絵、中村誠一(金沢大学客員教授)                                                             |
| 2011年12月24日 | プレゼント・オブ・ナイル                  | ナイル川                                                                | 榎木孝明、平泉成、えなりかずき、里田まい、谷花音、小林星蘭                                                                       |

## テーマ曲
エンディングテーマ
「君の名前」(作詞・作曲・歌：熊木杏里)
番組テーマ曲
作曲：大森俊之